# Elisabeth de Lestrieux
Elisabeth de Lestrieux (Maracaibo, 8 augustus 1933 –  Loulé, 9 maart 2009) was een Nederlands interieur- en tuinontwerper en bestsellerauteur.

## Leven en werk
Elisabeth (Kaatje) de Lestrieux werd geboren in Venezuela, waar haar vader bij de voorloper van Shell werkte. Ze groeide op in Den Haag. Ze noemde zichzelf een autodidact, maar volgde wel een tuinopleiding in Boskoop. Na een studie Frans begon ze haar loopbaan op de redactie van een aantal tijdschriften met een vrouwelijk doelpubliek. Haar eerste werkzaamheden deed ze bij het damesblad Moeder; in 1958 stapte ze over naar het meer liberale weekblad Margriet. Een grote kans kreeg ze toen ze in 1965 toetrad tot het redactieteam van het blad Avenue, een Nederlands glossy en lifestyle-magazine dat veel aandacht besteedde aan mode, literatuur, koken, reizen, architectuur en woningontwerp. De Lestrieux nam de twee laatste onderwerpen voor haar rekening.
Aanvankelijk specialiseerde ze zich in woninginrichting. Ze ontwierp het interieur van een aantal woningen en publiceerde hier ook over, waaronder haar eigen woning in Zennewijnen, een vroeg voorbeeld van een Nederlandse boerderij die omgebouwd werd tot een modern woonhuis. Hiermee zou ze invloed hebben op de ontwikkeling van de Belgische trend van fermettes. Na verloop van tijd ging ze ook schrijven over een andere interesse: tuinieren. Ze ontwierp tuinen voor kennissen en opdrachtgevers, waaronder de kasteeltuin van kunsthandelaar Axel Vervoordt in België.
Vanaf eind jaren 1970 tot 2000 publiceerde ze tientallen boeken over tuinieren, bloemschikken, groenten, kruiden en eetbare bloemen, met titels als Het kleine paradijs, Vlinders lokken in de tuin, Eenjarigen voor boeketten, Pot sierlijk, en Schaduwplanten. Ze werkte hierbij nauw samen met fotografen en aquarellisten en bezat een grote plantenkennis, vooral van rozen, kruiden en borderplanten. Een rode draad in haar werk was "feelgood-tuinieren" in cottagestijl, en tuinieren op kleur. Ze promootte al vroeg het tuinieren met wilde planten en was een pionier op het gebied van eetbare bloemen.
De Lestrieux' stijl werd in vergelijking met gevestigde tuinarchitecten wel eens "truttig" genoemd. Tuinieren op haar manier was tijdrovend; vanaf de jaren 1990 nam haar succes af en werden onderhoudsarme tegeltuinen steeds populairder.
Daarnaast redigeerde ze buitenlandse publicaties. De Lestrieux' eigen boeken werden vertaald en in het buitenland uitgegeven, waaronder in de Verenigde Staten en Duitsland. Onder het pseudoniem Katinka Hendrichs schreef ze ook eenvoudigere boeken, en ze gaf tuin- en kooklessen.
De Lestrieux bracht de laatste veertien jaar van haar leven door in Portugal.

## Publicaties (selectie)
- de Lestrieux, Elisabeth (1994). Tuinen van Elisabeth de Lestrieux. Terra, Warnsveld. ISBN 978-90-6255-578-9.
- de Lestrieux, Elisabeth (1991). De smaak van bloemen : de verfijnde kunst van het koken met bloemen. Terra, Zutphen. ISBN 9789062554454. In samenwerking met Jelena de Belder-Kovačič van Arboretum Kalmthout.
- de Lestrieux, Elisabeth (1986). Kleur in de tuin. Terra, Zutphen. ISBN 9789062552641. Met foto's van tuinfotograaf Marijke Heuff.

## Varia
Elisabeth de Lestrieux is een nicht van landschapsarchitect Ellen Brandes.
Henk Gerritsen wijdde een deel van zijn eigen Priona Tuinen aan De Lestrieux, onder de naam "Kaatjes Tuin".